# London-Marathon 1983
| 3. London-Marathon     | 3. London-Marathon             |
| ---------------------- | ------------------------------ |
| Stadt                  | London, Vereinigtes Königreich |
| Datum                  | 17. April 1983                 |
| Distanz                | 42,195 Kilometer               |
| Sieger                 |                                |
| Männer                 | Michael Gratton (2:09:43 h)    |
| Frauen                 | Grete Waitz (2:25:29 h)        |
| ← London-Marathon 1982 | London-Marathon 1984 →         |
| Website                | Offizielle Website             |

Der London-Marathon 1983 war die dritte Ausgabe der jährlich stattfindenden Laufveranstaltung in London, Vereinigtes Königreich. Der Marathon fand am 17. April 1983 statt.
Bei den Männern gewann Michael Gratton in 2:09:43 h, bei den Frauen Grete Waitz in 2:25:29 h.

## Ergebnisse

### Männer
| Platz | Athlet             | Land                   | Zeit (h) |
| ----- | ------------------ | ---------------------- | -------- |
| 01    | Michael Gratton    | Vereinigtes Königreich | 2:09:43  |
| 02    | Gerard Helme       | Vereinigtes Königreich | 2:10:12  |
| 03    | Henrik Jørgensen   | Dänemark               | 2:10:47  |
| 04    | Kebede Balcha      | Äthiopien              | 2:11:32  |
| 05    | James Dingwall     | Vereinigtes Königreich | 2:11:44  |
| 06    | Ricardo Ortega     | Spanien                | 2:11:51  |
| 07    | Martin J. McCarthy | Vereinigtes Königreich | 2:11:54  |
| 08    | Miel Puttemans     | Belgien                | 2:12:27  |
| 09    | Trevor Wright      | Neuseeland             | 2:12:29  |
| 10    | Oyvind Dahl        | Norwegen               | 2:12:43  |

### Frauen
| Platz | Athletin        | Land                   | Zeit (h) |
| ----- | --------------- | ---------------------- | -------- |
| 01    | Grete Waitz     | Norwegen               | 2:25:29  |
| 02    | Mary O’Connor   | Neuseeland             | 2:28:20  |
| 03    | Glynis Penny    | Vereinigtes Königreich | 2:36:21  |
| 04    | Karolina Szabó  | Ungarn                 | 2:36:22  |
| 05    | Jillian Colwell | Australien             | 2:37:12  |
| 06    | Antonia Ladanyi | Ungarn                 | 2:37:42  |
| 07    | Deirdre Nagle   | Irland                 | 2:37:42  |
| 08    | Kathryn Binns   | Vereinigtes Königreich | 2:38:11  |
| 09    | Sarah Rowell    | Vereinigtes Königreich | 2:39:11  |
| 10    | Priscilla Welch | Vereinigtes Königreich | 2:39:29  |